# Klara von Montfort
Klara von Montfort (* vor 1412; † 1. April 1449) war eine Äbtissin des freiweltlichen Damenstifts Buchau im heutigen Bad Buchau am Federsee.

## Leben
Klara von Montfort wurde als Tochter von Heinrich V. von Montfort und Anna von Waldburg geboren. Ihr Geburtstag ist nicht bekannt. In den Aufzeichnungen des Stifts erscheint sie 1419 als Chorfrau. Die Wahl zur Äbtissin fand im Laufe des Jahres 1426 statt.
Am 1. April 1449 resignierte Klara zugunsten der minderjährigen Margarete von Werdenberg.